# Adalberto Peñaranda
Adalberto Peñaranda Maestre (Alberto Adriani, 31 mei 1997) is een Venezolaans voetballer die doorgaans als aanvaller speelt. Hij verruilde Udinese in februari 2016 voor Watford. Peñaranda debuteerde in 2016 in het Venezolaans voetbalelftal.

## Clubcarrière
Peñaranda maakte vier doelpunten in zevenendertig competitiewedstrijden voor Deportivo La Guaira. In 2015 werd hij verkocht aan Udinese. Die club verhuurt hem tijdens het seizoen 2015/16 aan Granada CF. Op 22 november 2015 debuteerde de Venezolaan in de Primera División tegen Athletic Bilbao. Hij speelde de volledige wedstrijd, die met 2–0 gewonnen werd na een treffer van Isaac Success en een eigen doelpunt van Aymeric Laporte Op 12 december 2015 maakte Peñaranda zijn eerste twee competitietreffers in het uitduel tegen Levante UD.